# Leptotarsus (Longurio) chrysostigma
Leptotarsus (Longurio) chrysostigma is een tweevleugelige uit de familie langpootmuggen (Tipulidae). De soort komt voor in het Neotropisch gebied.